# Apologetica presupposizionale
L'apologetica presupposizionale è un sistema cristiano di apologetica associato al Calvinismo. Esso tenta di distinguersi dal fideismo, anche se alcuni possono trovare sfuggente la differenza. L'apologetica presupposizionale sostiene che tutto il pensiero umano debba iniziare con la proposizione che la rivelazione contenuta nella Bibbia sia assiomatica, piuttosto che trascendentalmente necessaria, altrimenti non si sarebbe in grado di trarre alcun senso dall'esperienza umana.
Ad un non credente che rigetta la nozione secondo cui la verità su Dio, il mondo e sé stesso, può essere trovata nella Bibbia, la teologia cristiana non ha letteralmente niente da dire. Comunque l'apologetica presupposizionale ritiene che questa condizione sia impossibile, sostenendo che tutti credono in Dio, che lo ammettano o meno.